# Policne
Policne (Polichne, Πολίχνη) o Petita Ciutat, fou un suburbi de Siracusa. A aquest lloc hi havia un destacament que controlava el pont de l'Anapos i la via cap al riu Heloros. Encara s'hi veuen les restes d'un temple. Va existir des de la segona meitat del segle vi aC.